# Jeremy Jacobs
Temple de la renommée : 2017
Jeremy Maurice Jacobs, Sr. (né le 21 janvier 1940 à Buffalo, aux États-Unis) est un homme d'affaires et un dirigeant américain de hockey sur glace.

## Biographie
Jacobs possède et exploite la Delaware North Comanies fondée par son père et deux oncles. Cette société, basée à Buffalo dans l'État de New York qui opère dans les secteurs du sport, des parcs nationaux, des aéroports, des jeux et du divertissement possède le TD Garden où jouent l'équipe de basket-ball des Celtics de Boston ainsi que les Bruins de Boston, équipe de hockey sur glace de la Ligue nationale de hockey que possède Jacobs depuis 1975.
En 2010, le magazine Forbes classe Jacobs à la 488e place de son classement annuel des milliardaires du monde.